# Jack McEvoy
John „Jack“ McEvoy je literární postava, kterou vytvořil Michael Connelly v roce 1996 v knize Básník, a znovu se objevila o třináct let později v pokračování nazvaném Strašák. McEvoy se v roce 2001 objevil také v knize Temnější než noc, kde jako hlavní postava vystupuje Harry Bosch, a v roce 2008 v knize Rozsudek ráže 9, kde je hlavní postavou Mickey Haller.
Connelly popisuje období kdy psal o McEvoyovi jako jeho nejméně oblíbenou zkušenost během psaní, protože se jedná o jeho postavu s nejvíce autobiografickými prvky. Po vydání knihy Strašák Connelly prohlásil, že teď Jacka „uložil k ledu“.
Postava McEvoye je údajně částečně vytvořena podle Connellyho kamaráda z dětství se stejným jménem. Skutečný Jack ale vypadá úplně jinak a na rozdíl od literárního McEvoye žije v oblasti Nové Anglie. Connelly a McEvoy jsou stále blízcí přátelé a nějaký odkaz na něj se vyskytuje v téměř každé Connellyho knize. McEvoy a Connelly jsou členy skupiny přátel, které jejich známí říkají „The Fam“ (rodina) nebo „The Squad“ (družstvo). Členové této skupiny mají přezdívky jako „Rameno“, „Brambora“, „Noha“, „Hřib“, „Karambola“ nebo „Kruton“. McEvoy prozradil, že jeho přezdívka je „Flapjack“ (pečená ovesná tyčinka). Connelly svou přezdívku neprozradil.

## Fiktivní životopis
Jack se narodil 21. května 1961 Millii a Tomovi McEvoyovým. Má bratra dvojče Seana a starší sestru Sarah (zemřela v roce 1976). Jeho švagrovou je Riley McEvoyová. Vyrůstal v Coloradu a vystudoval žurnalistiku na Severozápadní univerzitě Medill v Evanstonu v Illinois. Po dokončení studií odjel na nějaký čas do Paříže a po návratu získal místo reportéra píšícího do černé kroniky v novinách Rocky Mountain News.
Na konci devadesátých let se přestěhoval do Los Angeles, kde psal do černé kroniky v Timesech. Zde se oženil a později také rozvedl s kolegyní novinářkou Keishou Russelovou, která se již dříve objevila v Connellyho románu Poslední kojot z roku 1995.